# Управление ключами
Управление ключами состоит из процедур, обеспечивающих:
- включение пользователей в систему;
- выработку, распределение и введение в аппаратуру ключей;
- контроль использования ключей;
- смену и уничтожение ключей;
- архивирование, хранение и восстановление ключей.

Управление ключами играет важнейшую роль в криптографии как основа для обеспечения конфиденциальности обмена информацией, идентификации и целостности данных. Важным свойством хорошо спроектированной системы управления ключами является сведение сложных проблем обеспечения безопасности многочисленных ключей к проблеме обеспечения безопасности нескольких ключей, которая может быть относительно просто решена путём обеспечения их физической изоляции в выделенных помещениях и защищенном от проникновения оборудовании. В случае использования ключей для обеспечения безопасности хранимой информации субъектом может быть единственный пользователь, который осуществляет работу с данными в последовательные промежутки времени. Управление ключами в сетях связи включает, по крайней мере, двух субъектов — отправителя и получателя сообщения.

## Цели управления ключами
Целью управления ключами является нейтрализация таких угроз, как:
- компрометация конфиденциальности закрытых ключей;
- компрометация аутентичности закрытых или открытых ключей. При этом под аутентичностью понимается знание или возможность проверки идентичности корреспондента, для обеспечения конфиденциальной связи с которым используется данный ключ;
- несанкционированное использование закрытых или открытых ключей, например использование ключа, срок действия которого истек.

## Политика безопасности
Управление ключами обычно осуществляется в контексте определенной политики безопасности. Политика безопасности прямо или косвенно определяет те угрозы, которым должна противостоять система. Кроме того, она определяет:
- правила и процедуры, которыми необходимо руководствоваться и которые необходимо выполнять в процессе автоматического или ручного управления ключами,
- ответственность и подотчетность всех субъектов, участвующих в управлении, а также все виды записей, которые должны сохраняться для подготовки необходимых сообщений и проведения проверки действий, связанных с безопасностью ключей.

Одним из инструментов, используемых для обеспечения конфиденциальности ключей, является разделение ключей по уровням следующим образом.
- Главный ключ — высший ключ в иерархии, который не защищается криптографически. Его защита осуществляется с помощью физических или электронных средств.
- Ключи для шифрования ключей — закрытые или открытые ключи, используемые для засекречивания перед передачей или при хранении других шифровальных ключей. Эти ключи сами могут быть зашифрованы с помощью других ключей.
- Ключи для шифрования данных — используются для защиты данных пользователей.

Ключи более высоких уровней используются для защиты ключей или данных на более низких уровнях, что уменьшает ущерб при раскрытии ключей и объём необходимой информации, нуждающейся в физической защите.

### Сроки действия ключей
Одной из важных характеристик системы управления ключами являются сроки действия ключей. Срок действия ключа означает промежуток времени, в течение которого он может быть использован доверенными сторонами.
Сокращение сроков действия ключей необходимо для достижения следующих целей:
- ограничения объёма информации, зашифрованной на данном ключе, которая может быть использована для криптоанализа;
- ограничения размера ущерба при компрометации ключей;
- ограничения объёма машинного времени, которое может быть использовано для криптоанализа.

В дополнение к указанной выше классификации ключей по уровням, может быть введена также следующая классификация.
- Ключи с длительным сроком действия. К ним относится главный ключ, часто — ключи для шифрования ключей.
- Ключи с коротким сроком действия. К ним относятся ключи для шифрования данных.

Как правило, в телекоммуникационных приложениях используются ключи с коротким сроком действия, а для защиты хранимых данных — с длительным сроком действия.
Необходимо иметь в виду, что термин «короткий срок действия» относится только к сроку действия ключа, а не к промежутку времени, в течение которого ключ должен оставаться в секрете. Например, к ключу, используемому для шифрования в течение только одного сеанса связи, часто предъявляется требование, чтобы зашифрованная на нём информация не могла быть вскрыта на протяжении непродолжительного времени. В то же время электронная подпись проверяется немедленно после передачи сообщения, поэтому ключ подписи должен сохраняться в тайне в течение нескольких лет.

### Жизненный цикл ключей
Ключевая информация должна быть сменена до момента истечения срока действия ключа. Для этого может быть использована действующая ключевая информация, протоколы распределения ключей и ключевые уровни .
Для того чтобы ограничить ущерб от компрометации ключей, следует избегать зависимостей между действующей и устанавливаемой ключевой информацией. Например, не рекомендуется защищать очередной сеансовый ключ с помощью действующего сеансового ключа. При хранении закрытых ключей должны быть приняты меры по обеспечению их конфиденциальности и аутентичности. При хранении открытых ключей должны быть приняты меры, позволяющие проверить их аутентичность. Конфиденциальность и аутентичность могут быть обеспечены криптографическими, организационными и техническими мерами.
Все криптосистемы, за исключением простейших, в которых используемые ключи зафиксированы раз и навсегда, нуждаются в периодической замене ключей. Эта замена проводится с помощью определенных процедур и протоколов, в ряде которых используются и протоколы взаимодействия с третьей стороной. Последовательность стадий, которые проходят ключи от момента установления до следующей замены, называется жизненным циклом ключей.
1. Регистрация пользователей. Эта стадия включает обмен первоначальной ключевой информацией, такой, как общие пароли или PIN-коды, путём личного общения или пересылки через доверенного курьера.
2. Инициализация. На этой стадии пользователь устанавливает аппаратное оборудование и/или программные средства в соответствии с установленными рекомендациями и правилами.
3. Генерация ключей. При генерации ключей должны быть приняты меры по обеспечению их необходимых криптографических качеств. Ключи могут генерироваться как самостоятельно пользователем, так и специальным защищенным элементом системы, а затем передаваться пользователю по защищенному каналу.
4. Установка ключей. Ключи устанавливаются в оборудование тем или иным способом. При этом первоначальная ключевая информация, полученная на стадии регистрации пользователей, может либо непосредственно вводиться в оборудование, либо использоваться для установления защищенного канала, по которому передается ключевая информация. Эта же стадия используется в последующем для смены ключевой информации. Во избежание компрометации фактического значения ключа, для проверки целостности используются алгоритмы контрольной суммы KCV.
5. Регистрация ключей. Ключевая информация связывается регистрационным центром с именем пользователя и сообщается другим пользователям ключевой сети. При этом для открытых ключей создаются сертификационным центром ключевые сертификаты, и эта информация публикуется тем или иным способом.
6. Обычный режим работы. На этой стадии ключи используются для защиты информации в обычном режиме.
7. Хранение ключа. Эта стадия включает процедуры, необходимые для хранения ключа в надлежащих условиях, обеспечивающих его безопасность до момента его замены.
8. Замена ключа. Замена ключа осуществляется до истечения его срока действия и включает процедуры, связанные с генерацией ключей, протоколами обмена ключевой информацией между корреспондентами, а также с доверенной третьей стороной. Для открытых ключей эта стадия обычно включает обмен информацией по защищенному каналу с сертификационным центром.
9. Архивирование. В отдельных случаях ключевая информация после её использования для защиты информации может быть подвергнута архивированию для её извлечения со специальными целями (например, рассмотрения вопросов, связанных с отказами от цифровой подписи).
10. Уничтожение ключей. После окончания сроков действия ключей они выводятся из обращения, и все имеющиеся их копии уничтожаются. При этом необходимо следить, чтобы в случае уничтожения закрытых ключей тщательно уничтожалась и вся информация, по которой возможно их частичное восстановление.
11. Восстановление ключей. Если ключевая информация уничтожена, но не скомпрометирована (например, из-за неисправности оборудования или из-за того, что оператор забыл пароль) должны быть предусмотрены меры, дающие возможность восстановить ключ из хранимой в соответствующих условиях его копии.
12. Отмена ключей. В случае компрометации ключевой информации возникает необходимость прекращения использования ключей до окончания срока их действия. При этом должны быть предусмотрены необходимые меры оповещения абонентов сети. При отмене открытых ключей, снабженных сертификатами, одновременно производится прекращение действия сертификатов.

### Услуги, предоставляемые доверенной третьей стороной (ДТС)
В жизненном цикле управления ключами важную роль играет так называемая доверенная третья сторона. 
Согласно определению, данному в Рекомендации ITU T серия X.842, ДТС — это организация или её агент, предоставляющий один или более сервисов в области безопасности, которому доверяют другие объекты как поставщику данных услуг.
Основными категориями служб ДТС являются:
1. Служба фиксации времени
2. Службы неотвергаемости
3. Службы управления ключами
4. Службы электронного нотариата
5. Служба архивации данных
6. Прочие службы, среди которых, например, служба идентификации и аутентификации, встроенная служба трансляции и другие.